# Castell Goryōkaku
El Castell Goryōkaku (五 稜 郭) és un castell japonès de traça italiana a la ciutat de Hakodate, al sud de Hokkaidō, Japó. Va ser la fortalesa principal de la breu república d'Ezo.
Tot i que des d'un principi el nom del castell era Goryōkaku, durant la construcció també se'l va anomenar Kameda Yakusho Dorui o Kameda Onyaku Shodori.
Ha estat designat com a lloc històric especial nacional i ha estat seleccionat com a patrimoni de Hokkaido com a restes de la batalla de Hakodate. Goryokaku és una propietat estatal sotmesa a la jurisdicció de l'Agència d'Afers Culturals i està cedida per Hakodate i gestionada per la Corporació d'Habitatges i Installacions Urbanes de la ciutat de Hakodate.

## Història

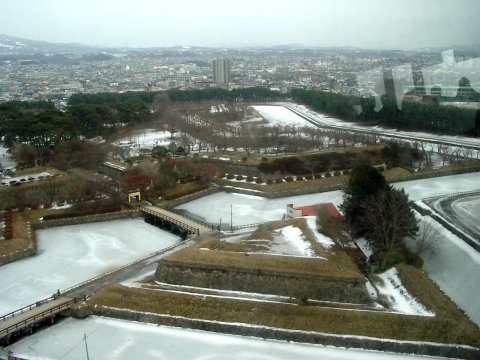
Fotografia del castell a l'hivern.

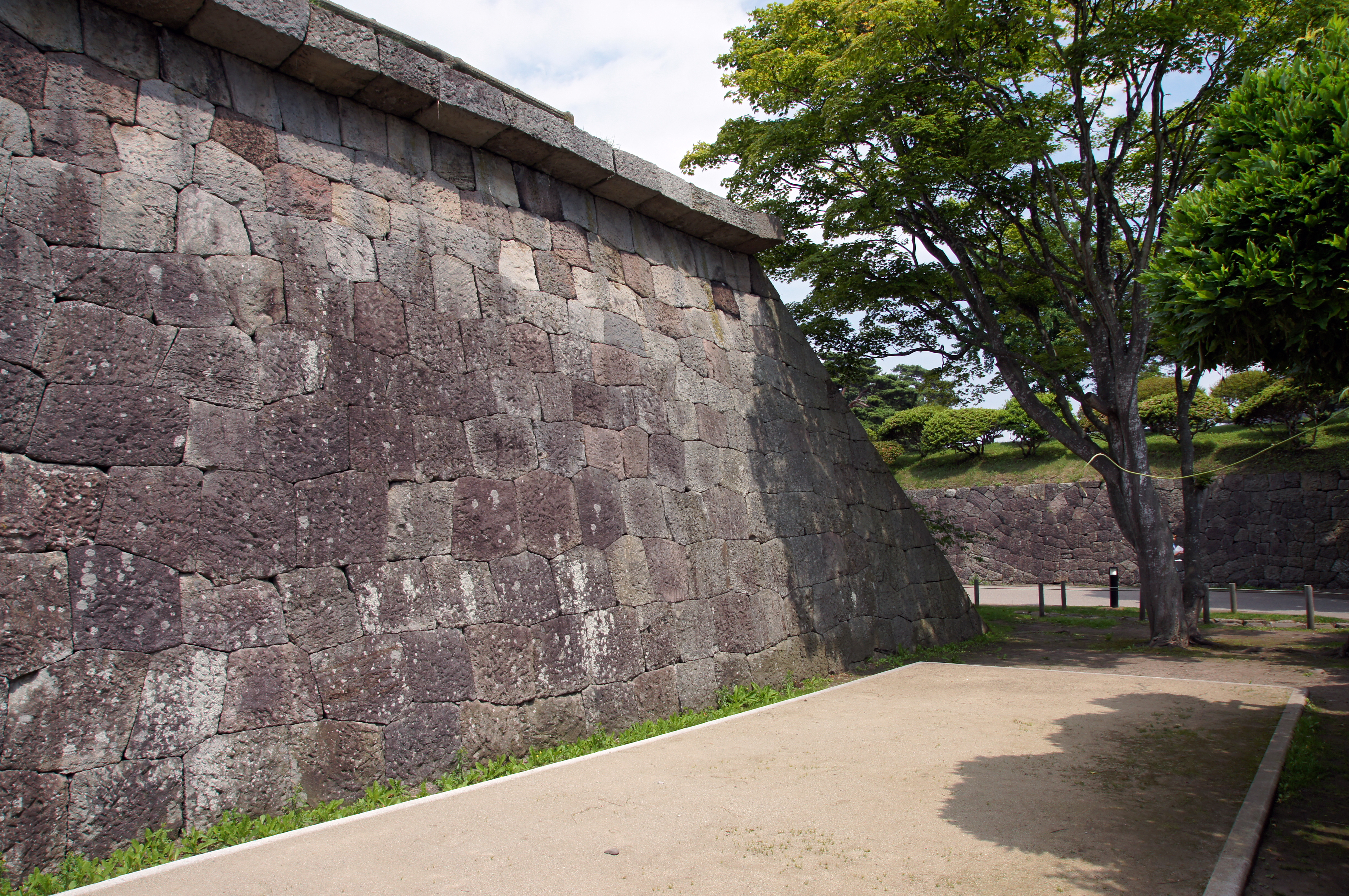
Petit mur exterior del costat esquerre de la base principal del castell.

Construït al shogunat Tokugawa entre 1857 i 1866 amb forma d'estrella de cinc puntes, permetia que es poguessin emplaçar una gran quantitat d'armes a les muralles a diferència de les fortaleses tradicionals japoneses, a més que disminuïa els «punts cecs» des dels quals un canó no podia disparar. El dissenyador de la fortalesa, Takeda Ayasaburō, un acadèmic del rangaku, va adoptar elements dels dissenys de l'arquitecte francès Vauban (1633-1707), que va desenvolupar aquesta mena de fortificacions en resposta a l'augment en l'ús dels canons en les guerres. El castell va ser construït per evitar una possible invasió per part de Rússia.
Goryōkaku és famós per ser el lloc on es va desenvolupar l'última batalla de la guerra Boshin. El 9 de desembre de 1868 les tropes d'Ōtori Keisuke i Hijikata Toshizo van penetrar al castell. Una setmana després de la mort de Hijikata el 27 de juny de 1869, Goryōkaku va caure davant la nova Armada Imperial Japonesa i la major part del castell va ser destrossada.

Avui dia Goryōkaku és un parc i ha estat declarat Lloc Històric Especial i alberga el museu de la ciutat de Hakodate. A més a més és un lloc especial pel hanami.

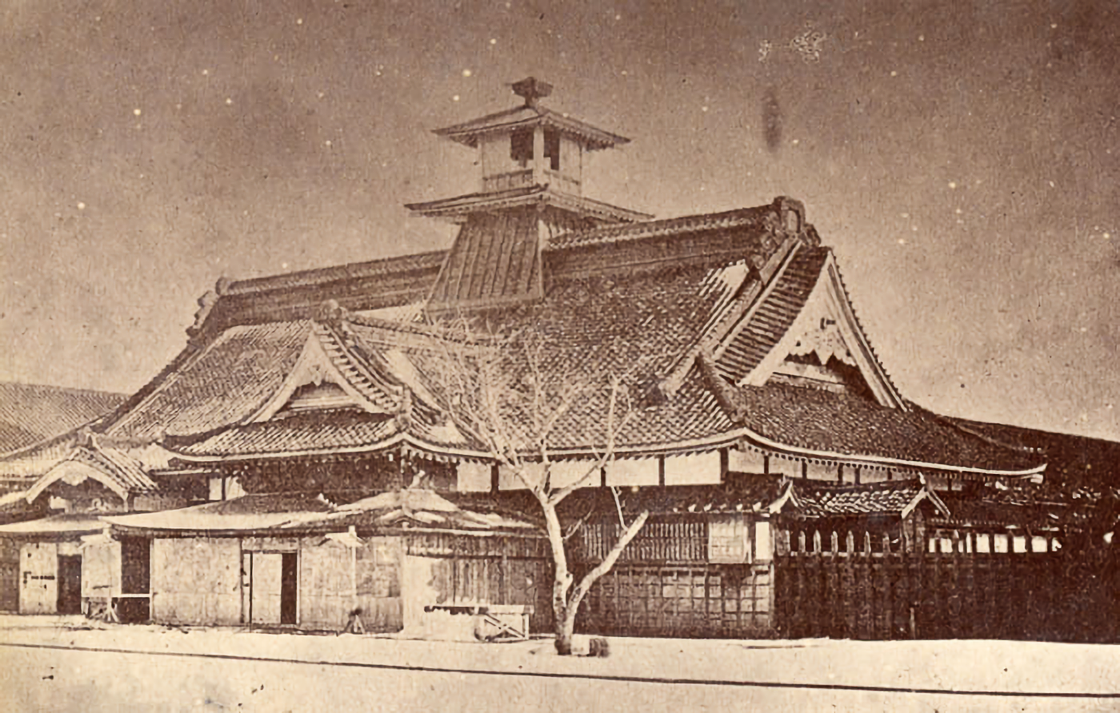
La sala de govern situada a la fortalesa.